# 鈴木辰治
鈴木辰治（すずき しんじ、1936年8月2日- ）は、日本の経営学者、新潟大学名誉教授。
福島県生まれ。1960年立教大学経済学部卒、66年同大学院博士課程満期退学、79年「経営と経済体制 ドイツ経営学研究」で東北大学経済学博士。60年高島入社、61年スタンレー電気調査室勤務、65年北九州大学商学部助手、66年講師、69年助教授、立命館大学経営学部助教授、1971年新潟大学文学部経済学科助教授、79年経済学部教授。2002年定年退官、名誉教授となり、長岡大学教授、九州産業大学教授を務めた。

## 著書
- 『経営と経済体制 ドイツ経営学研究』文真堂 1977
- 『経営経済学の理論と歴史 新規範主義経営経済学の構想』文真堂 1987
- 『現代企業の経営と倫理』文真堂 1992
- 『企業倫理・文化と経営政策 社会的責任遂行の方法』文真堂 1996
- 『戦略的経営管理論の基礎 管理職能論を中心として』税務経理協会 2000

### 共編著
- 『現代経営学の基礎知識』編著 中央経済社 1990
- 『経営学の新展開』編著 中央経済社 1995
- 『企業倫理の経営学』角野信夫共編著 ミネルヴァ書房 叢書現代経営学 2000
- 『経営学の潮流 系譜と新展開』編著 中央経済社 2000

### 翻訳
- レックスハウゼン『経営者と経済発展』未来社 1966
- タウン, ハルセー, ローワン『賃銀論集 分益制・割増賃銀制』三戸公,上田鷙共訳 未来社 1967
- H.ニックリシュ『組織 向上への道』未来社 1975
- G.ヴェーエ『ドイツ経営学の基礎』文真堂 1977

## 論文
- ＜鈴木辰治